# Еспіноса-де-Вільягонсало
Еспіноса-де-Вільягонсало (ісп. Espinosa de Villagonzalo) — муніципалітет в Іспанії, у складі автономної спільноти Кастилія-і-Леон, у провінції Паленсія. Населення — 224 особи (2010).
Муніципалітет розташований на відстані близько 240 км на північ від Мадрида, 55 км на північ від Паленсії.

## Демографія
Динаміка населення (INE ):